# Dmitri Nikolajewitsch Scheremetew

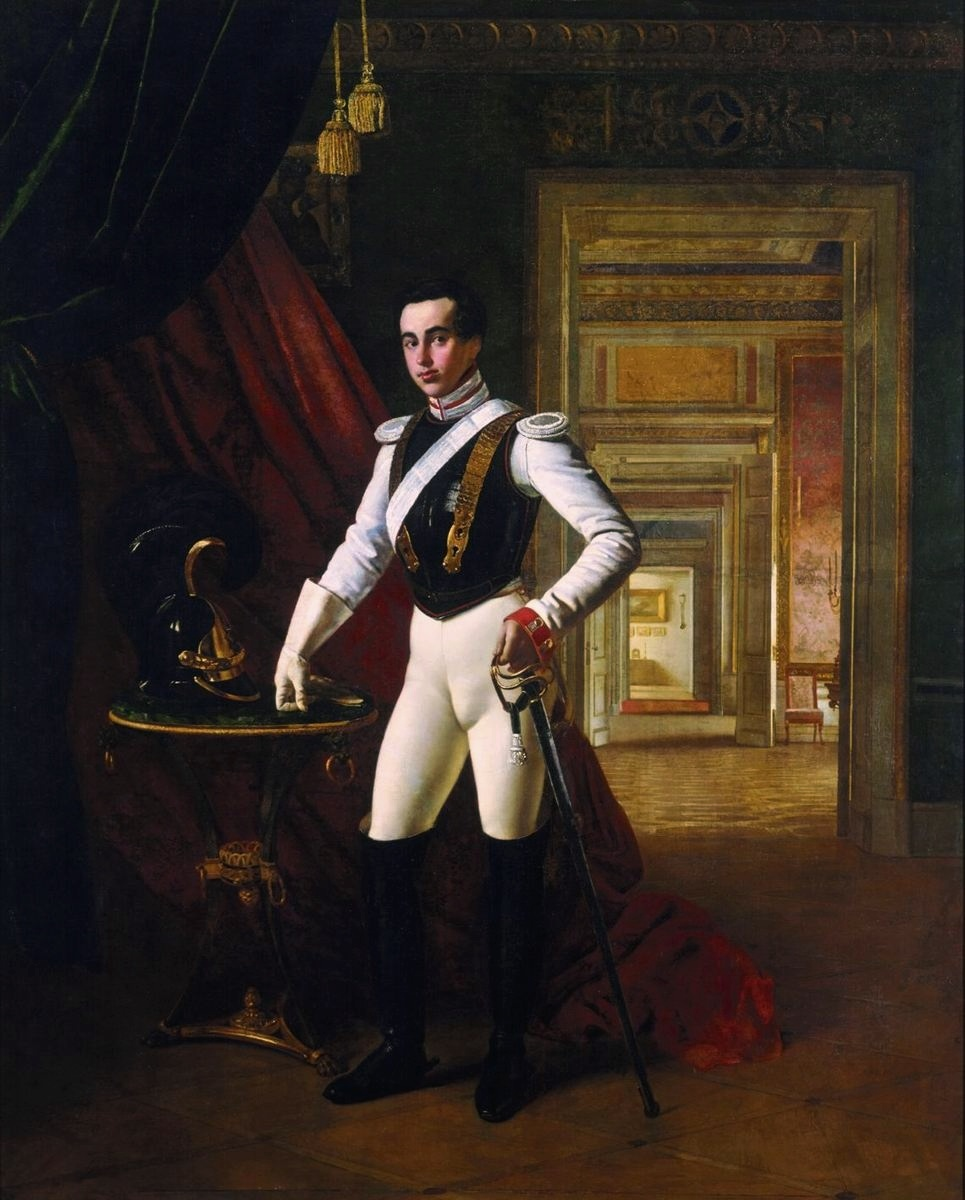
Graf Dmitri Nikolajewitsch Scheremetew (Orest Kiprenski, 1824)

Graf Dmitri Nikolajewitsch Scheremetew (russisch Граф Дмитри́й Никола́евич Шереме́тев; * 3. Januarjul. / 15. Januar 1803greg. in St. Petersburg; † 12. Septemberjul. / 24. September 1871greg. in Kuskowo) war ein russischer Kammerherr und Wohltäter.

## Leben
Dmitri Scheremetew, einziger Sohn Graf Nikolai Scheremetews und seiner Frau Praskowja und Enkel Graf Pjotr Scheremetews, wurde im Alter von 5 Jahren Vollwaise. Die verwitwete Kaiserin Maria Fjodorowna nahm sich seiner an aufgrund der Freundschaft Kaiser Pauls I. zu Dmitris Vater und sorgte für eine sehr gute Erziehung durch Privatlehrer. 1820 wurde Scheremetew Kammerpage. 1823 nahm er als Cornet seinen Dienst in der Chevaliergarde auf. 1825 war er an der Niederschlagung des Dekabristen-Aufstands beteiligt. 1827 wurde er Porutschik, 1830 Stabsrittmeister und 1831 Flügeladjutant. Er war an der Niederschlagung des polnischen Novemberaufstandes und der Einnahme Warschaus nach der Schlacht bei Praga 1831 beteiligt. 1838 wechselte Scheremetew als Kammerherr in den Zivildienst und wurde Kollegienrat im Außenministerium. 1843 erhielt er die Beförderung zum Rittmeister. 1856 wurde er Hofmeister des Kaiserlichen Hofes.
Scheremetew war Kurator des von seinem Vater gestifteten Hospizes in Moskau, einem monumentalen kostenfreien Armen- und Krankenhaus im Stile eines Belvedere (jetzt Moskauer Sklifossowski-Institut für Medizinische Erste Hilfe). Er gab große Summen aus seinem ererbten riesigen Vermögen zur Unterhaltung von Kirchen in Moskau und auf seinen Landgütern, so auch für die Kirche in Alt-Pebalg. Er spendete an Gymnasien und Waisenhäuser sowie an die Staatliche Universität Sankt Petersburg. Während der 1840er Jahre war er Schirmherr der St. Petersburger Gymnasien und wurde 1843 Ehrenmitglied der St. Petersburger Universität. Er ließ die St. Lazarus-Kirche des Alexander-Newski-Klosters restaurieren. Aufgrund seines hohen Ansehens wurde er 1856 auf dem Scheremetew-Landsitz Ostankino von Kaiser Alexander II. auf der Fahrt zu seiner Krönung in Moskau besucht. Als Herr von 150.000 leibeigenen Bauern und einigen 100.000 Dessjatinen Land gab Scheremetew seine Erträge hauptsächlich für barmherzige Zwecke aus. Als nach der Bauernbefreiung Alexanders II. 1861 sich seine Einnahmen verringerten, kürzte er als erstes die Ausgaben für sein persönliches Leben, um die bisherigen Summen für seine Wohltätigkeit weiter ausgeben zu können.
Scheremetew war seit 1825 Mitglied der Freien Ökonomischen Gesellschaft, seit 1833 Ehrenmitglied der Kaiserlichen Moskauer Gesellschaft der Naturforscher und seit 1846 Ehrenmitglied der St. Petersburger Philharmonischen Gesellschaft. Als Kenner und Verehrer der Musik unterhielt er ein halbes Jahrhundert lang einen Chor in seinem St. Petersburger Palais an der Fontanka, das sein Großvater von seinem leibeigenen Architekten F. A. Argunow erbauen ließ. Scheremetew unterstützte Künstler, Sänger und Musiker. Die großen Säle dieses Palais dienten oft als Ateliers für bekannte und unbekannte Maler.

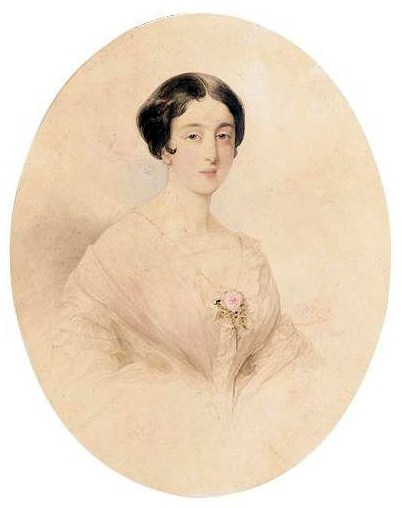
Anna Sergejewna Scheremetewa (Woldemar Hau)

Scheremetew war verheiratet mit Anna Sergejewna Scheremetewa (1811–1849), Tochter Sergei Scheremetews, und nach deren Tod mit Alexandra Grigorjewna Melnikowa (1825–1874). Der Regierungsbeamte und Historiker Graf Sergei Scheremetew war sein Sohn aus erster Ehe. Der Komponist und Dirigent Graf Alexander Scheremetew war sein Sohn aus zweiter Ehe.

## Ehrungen
- Wladimir-Orden IV. Klasse mit Schleife (1831)
- Sankt-Stanislaus-Orden I. Klasse (1856)
- St. Anna-Orden I. Klasse (1858)
- Wladimir-Orden II. Klasse (1871)